# José Antonio Hermida
José Antonio Hermida Ramos (* 24. August 1978 in Puigcerdà) ist ein ehemaliger spanischer Mountainbiker. Seine größten Erfolge erzielte er im Cross-Country.

## Werdegang
Seinen ersten internationalen Erfolg erzielte Hermida im Jahr 1996, als er bei den UCI-Mountainbike-Weltmeisterschaften Junioren-Weltmeister wurde. Das Ergebnis konnte er im Jahr 2000 in der U23 wiederholen. Ein Jahr zuvor wurde er Weltmeister mit der spanischen Cross-Country-Staffel. Bei seiner ersten Teilnahme an den Olympischen Sommerspielen in Sydney belegte er den 4. Platz.
Bereits 2001 im ersten Jahr in der Elite gewann Hermida sein erstes Rennen im UCI-Mountainbike-Weltcup. Über einen Zeitraum von zehn Jahren bis 2011 kamen fünf weitere Siege und unzählige Podiumsplatzierungen dazu. In der Cross-Country-Gesamtwertung belegte er durchgehend einen Platz unter den Top 5, davon viermal den zweiten Platz, ein Gesamtsieg blieb ihm jedoch verwehrt.
Highlights seiner Karriere waren der Gewinn der Silbermedaille bei den Olympischen Sommerspielen 2004 sowie der Gewinn der Weltmeisterschaften 2010 in Mont Sainte-Anne.
Mit seinen ehemaligen Teamkollegen Ralf Näf und Rudi van Houts war Hermida auch erfolgreich bei Etappenrennen unterwegs. Er ist mehrfacher Etappensieger beim Absa Cape Epic, im Jahr 2015 belegte er den 4. Platz in der Gesamtwertung. Bei gelegentlichen Abstechern zum Cyclocross wurde er 2007 und 2008 Spanischer Meister.
Im Jahr 2016 erklärte Hermida seinen Rückzug aus dem Weltcup. Zum Abschluss seiner Karriere belegte er bei der fünften Teilnahme an den Olympischen Spielen noch einmal den 16. Platz. Seitdem arbeitet er für Merida als Markenbotschafter und Produkttester. Bei Gelegenheit ist er auch noch auf dem Mountainbike unterwegs, so gewann er 2019 die Gesamtwertung des Absa Cape Epic bei den Masters.

## Ehrungen
- 2006 Real Orden del Mérito Deportivo (Königlicher Orden für Verdienste im Sport) in Silber
- 2016 Real Orden del Mérito Deportivo (Königlicher Orden für Verdienste im Sport) in Gold

## Erfolge
| 1996 - Weltmeister (Junioren) – XCO 1998 - Spanischer Meister (U23) – XCO 1999 - Weltmeister – Staffel XCR - Spanischer Meister (U23) – XCO 2000 - Weltmeister (U23) – XCO - Weltmeister – Staffel XCR - Spanischer Meister (U23) – XCO 2001 - Weltmeisterschaften – Staffel XCR - Europameisterschaften – XCO - Spanischer Meister – XCO - ein Weltcup-Erfolg – XCO 2002 - Europameister – XCO - Spanischer Meister – XCO | 2003 - Europameisterschaften – Staffel XCR 2004 - Olympische Spiele - Europameister – XCO - Europameisterschaften – Staffel XCR - Spanischer Meister – XCO 2005 - Weltmeisterschaften – XCO - Weltmeister – Staffel XCR - ein Weltcup-Erfolg – XCO 2007 - Europameister – XCO - Spanischer Meister – XCO - Spanischer Meister – Cyclocross - ein Weltcup-Erfolg – XCO 2008 - Spanischer Meister – Cyclocross | 2009 - Europameisterschaften – XCO - Spanischer Meister – XCO - zwei Weltcup-Erfolge – XCO 2010 - Weltmeister – XCO - ein Weltcup-Erfolg – XCO 2011 - Spanischer Meister – XCO 2013 - Weltmeisterschaften – XCO 2014 - Spanischer Meister – XCO 2019 - Absa Cape Epic (Masters) |